# Goniothalamus curtisii
Goniothalamus curtisii este o specie de plante din genul Goniothalamus, familia Annonaceae, descrisă de George King. A fost clasificată de IUCN ca specie cu risc scăzut. Conform Catalogue of Life specia Goniothalamus curtisii nu are subspecii cunoscute.